# 海因茨·施特雷尔
海因茨·施特雷尔（德語：Heinz Strehl，1938年7月20日—1986年8月11日），德国男子足球运动员，场上位置是前锋。他曾代表西德国家队参加1962年国际足联世界杯，结果队伍止步八强。